# Damarc
Damarc (en grec antic: Δάμαρχος) o Demenet (Δεμαενετος) va ser, segons Varró, un personatge, potser més llegendari que històric, nascut a Parràsia, al sud de l'Arcàdia, que va viure al segle vii aC.
Seguia els festivals anomenats Licea que celebraven els arcadis i on sembla que es feien sacrificis humans, en honor del déu Liceu (de λυκος, llop), assimilat a Zeus. Va immolar un nen i es va transformar en llop. Al cap de deu anys va tornar a la seva forma primitiva, es va exercitar en el pugilat i va triomfar als Jocs Olímpics.
Plini, que segueix l'historiador grec Escopas, explica la llegenda d'una manera semblant. Diu que durant el sacrifici a Zeus Liceu, Damarc es va menjar les vísceres d'un noi que havia estat sacrificat i es va transformar en llop. Nou anys després va recuperar la forma humana.
La literatura llatina parla d'altres casos de licantropia, com el de Meris (Moeris), un mag poderós citat per Virgili, que amb unes herbes màgiques era capaç de convertir-se en llop, treure les ànimes de la profunditat dels sepulcres i canviar d'un lloc a un altre els camps sembrats de blat.